# Municipio de Panther Branch
El municipio de Panther Branch (en inglés: Panther Branch Township) es un municipio ubicado en el  condado de Wake en el estado estadounidense de Carolina del Norte. En el año 2010 tenía una población de 24.019 habitantes.

## Geografía
El municipio de Panther Branch se encuentra ubicado en las coordenadas 35°38′17.56″N 78°39′1.03″O / 35.6382111, -78.6502861.